# L'òrfena
L'òrfena (títol original en anglès: Orphan) és una pel·lícula estatunidenca de terror i suspens de 2009 dirigida per Jaume Collet-Serra i protagonitzada per Vera Farmiga, Peter Sarsgaard i Isabelle Fuhrman. El film narra la història d'una parella que adopta una nena que amaga un secret fosc darrere la seva dolça aparença. L'òrfena fou produïda per Joel Silver i Susan Downey, de Dark Castle Entertainment, i per Leonardo DiCaprio i Jennifer Davisson Killoran, d'Appian Way Productions. La pel·lícula fou estrenada als cinemes dels Estats Units d'Amèrica el 24 de juliol de 2009. Ha estat doblada i subtitulada al català.

## Argument
La Kate i en John Coleman esperen amb ànsia l'arribada del seu tercer fill, tot i així la bebè mor al ventre de la Kate per raons desconegudes i aquesta comença a caure en depressió i té malsons. En John considera l'opció d'adoptar un nen i la Kate accepta. Recorren a l'orfenat local i la germana Abigail els hi rep. L'orfenat està de festa amb molts nens jugant i veuen una nena sola pintant el retrat d'un tigre. Aquella nena es diu Esther i té un aspecte dolç i innocent com qualsevol nen. La Kate i en John decideixen adoptar-la. La germana Abigail els diu que no serà difícil que l'Esther no s'adapti a la nova llar, ja que és molt madura per la seva edat.
L'Esther és emportada a casa dels Coleman a conèixer la casa i els seus nous germans, En Daniel i la Maxine «Max» que és sordmuda. La Max la rep amb alegria i ràpidament entaula amistat amb l'Esther mentre que en Daniel la rep amb fredor. Els problemes comencen el primer dia de classes, quan l'Esther és avergonyida per la Brenda, una de les nenes de la seva classe. Com a venjança, l'Esther l'empeny al tobogan i la Max és present a aquesta escena. En Daniel no considera l'Esther de la família sinó com una estranya. La Kate i en John interroguen l'Esther, però actua de forma normal. La germana Abigail va de visita a veure com li va a l'Esther, i aquesta, que després de l'incident al tobogan té por de ser enviada de nou a l'orfenat, trama un pla utilitzant la Max. En el moment en què la germana Abigail anava al seu cotxe i se'n va de la casa Coleman, l'Esther empeny la Max que és quasi atropellada per la germana, que surt del cotxe a veure com està la Max i l'Esther la colpeja amb un martell i és assassinada brutalment. L'Esther obliga la Max a amagar el cadàver.
En Daniel comença a veure l'Esther com un perill i la Kate desconfia de la nena. Immediatament, la Kate envia una foto i informació de la nena perquè se sàpiga quina seria la seva veritable identitat. La situació empitjora quan l'Esther arrenca les flors de la filla no nascuda de la Kate. Aquelles roses eren especials per la Kate, perquè hi havia les cendres de la seva filla. La Kate l'agafa en braços com a reprimenda i en John presencia l'escena. Per guanyar-se la confiança d'en John i desprestigiar la Kate, es trenca el braç, i quan en John va a veure-la a la seva habitació li diu que va ser per la manera com la Kate l'havia agafada pels braços, cosa que fa discutir el matrimoni. Una nit, mentre l'Esther es banyava, en Daniel entra a l'habitació de la Max i li suplica que li digui alguna cosa dolenta que l'Esther havia fet, per evitar que els seus pares continuïn discutint. La petita li explica sobre la germana Abigail i que la prova és amagada a la casa de l'arbre que era al pati dels Coleman. L'Esther escolta això a través de la porta de l'habitació i s'anticipa a arribar abans que en Daniel, per a agafar la prova. Quan en Daniel ja era a la casa, l'Esther apareix i crema la casa deixant en Daniel a dins tancat. Mentre que en Daniel lluitava per sobreviure l'Esther esperava que mori, en Daniel no té més remei que saltar de la casa colpejant-se l'espatlla. Esther agafa una pedra per a matar-lo però Max l'empenta i així evita l'assassinat del seu germà, Kate arriba alarmada per ço que ha succeït i porta en Daniel a l'hospital.
Ja a l'hospital l'Esther li demana un dòlar per un refresc, però en realitat va a l'habitació per assassinar en Daniel, la Max la segueix i no la troba a la màquina de refrescos i avisa els seus pares. L'Esther desconnecta l'oxigen i agafa un coixí i la posa a la cara d'en Daniel amb la intenció d'ofegar-lo, i després de parar-se els seus signes vitals surt de l'habitació i els doctors van ràpidament a reviure en Daniel. La Kate culpa l'Esther, li dona una clatellada i s'altera, per això, els doctors la prenen i li injecten un tranquil·litzant. En Daniel queda en coma.
Després del que ha passat a l'hospital, en John arriba a casa seva i comença a beure i a emborratxar-se. L'Esther aprofita el moment per seduir en John, agafa un vestit i unes sabates de taló altes, s'allisa els cabells i es posa maquillatge, en John més o menys conscient és seduït per l'Esther, que ho aprofita que està confós per intentar fer un petó, fa un petó a la galta, però aquest arriba al límit i la reprèn. L'Esther puja enfadada a la seva habitació i es treu el maquillatge i les dents falses mostrant la seva veritable identitat. A l'hospital el doctor Vaaraba l'informa que l'Esther no és la que sembla, sinó que és una dona de 33 anys amb problemes mentals que té una condició que la fa veure com una nena de nou anys, li diu que el seu nom de veritat és Leena Klamer i també va ser adoptada per una família a Estònia, però com que no va reeixir a seduir el pare, va acabar assassinant tota la família i li diu que es va escapar d'un hospital psiquiàtric, el que li pot explicar les seves cicatrius als braços i al coll. La Kate va ràpidament a la casa, en John baixa i és apunyalat brutalment per l'Esther, que és un altre cop presenciat per la Max, que té l'única opció d'escapar. La Kate arriba a la casa, la rescata i prova d'escapar amb la Max pel garatge. L'Esther, armada amb una pistola dispara la Kate que és dalt del garatge fent que el sostre de vidre es trenqui i la Kate cau sobre l'Esther deixant-la inconscient, agafa la pistola i se'n va amb la Max. Però l'Esther la segueix fins al llac congelat i comencen a lluitar. L'Esther apunyala la Kate dues vegades, però abans que la Kate fos assassinada la Max dispara fent que es trenqui el gel, la Kate intenta escapar però és agafada del peu per l'Esther que cau a l'aigua i li suplica que no la deixi morir mentre sosté el ganivet darrere de la esquena, dient-li «Mama» i Kate li crida: «Jo no sóc ta mare!» i li dona una puntada de peu que li trenca el coll i la llença un altre cop a l'aigua. Agafa la Max, que és l'única família que li queda i les dues escapen i se'n van a viure en un altre lloc.

## Repartiment
- Vera Farmiga com Katherine "Kate" Coleman[5]
- Peter Sarsgaard com John Coleman
- Isabelle Fuhrman com Esther/Leena Klammer
- Jimmy Bennett com Daniel Coleman
- Aryana Engineer com Maxine "Max" Coleman
- Jamie Young com Brenda
- CCH Pounder com la germana Abigail
- Rosemary Dunsmore com l'àvia Coleman

## Variant
Existeix un final alternatiu del film, on se suposa que l'Esther sobreviu i es presenta com una nena ferida víctima de la situació davant la policia que arriba a la casa (entenent llavors que la Kate i la Max ja no hi són a la casa). Després l'Esther troba la Kate i la Max en una casa i les mata cremant aquella casa. L'escena es va fer així doncs es volia intentar deixar porta oberta a una seqüela, però fou eliminada després de veure difícil les possibilitats d'una continuació.